# Tribute-Band

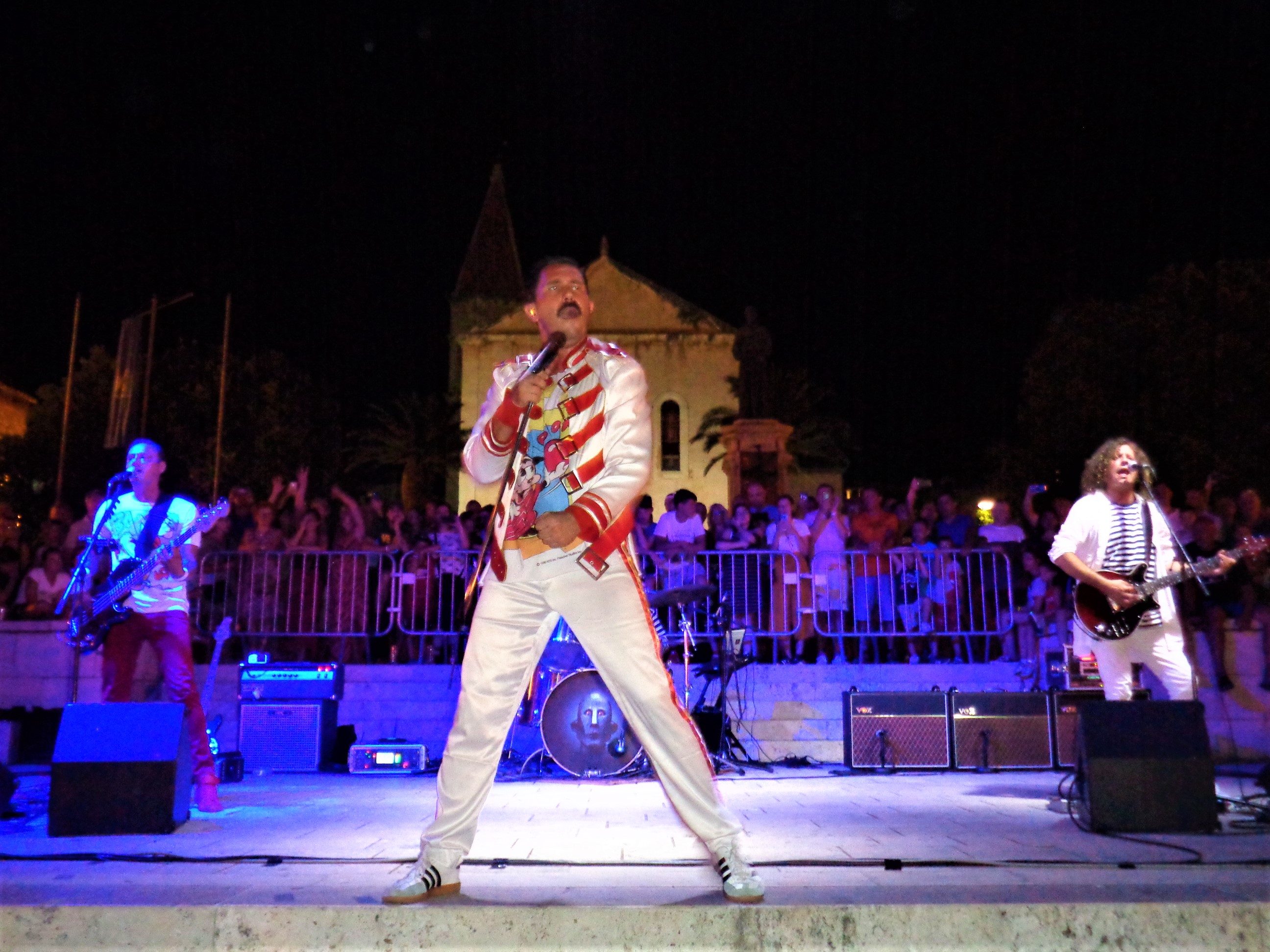
Queen Real Tribute Band in Makarska, Kroatien (2019)

Eine Tribute-Band ist eine Musikgruppe aus dem Bereich der Popmusik oder Rockmusik, deren Ziel es ist, Musikstücke einer bekannten Band möglichst originalgetreu wiederzugeben. Da die meisten Tribute-Bands nicht bestrebt sind, eigene Musikstücke zu produzieren, konzentriert sich ihr Schaffen im Wesentlichen auf Live-Auftritte.
Im Gegensatz zu einer Coverband, bei der auch eigene Interpretationen fremder Musikstücke üblich sind, konzentrieren sich Tribute-Bands in erster Linie auf das perfekte Nachahmen einer bekannten Band. Dabei beschränken sie sich oft nicht nur auf das Kopieren der Musik, sondern eifern ihren Vorbildern auch im äußeren Erscheinungsbild nach. Auftritte von Tribute-Bands gleichen bisweilen einer perfekten Reproduktion von Shows der Originalkünstler.
Jedoch beschränken sich nicht alle auf das bloße Kopieren der Werke der Originale. Sofern das Original bei seinen Konzerten improvisiert oder improvisiert hat, tun es ihnen einige Tribute-Bands gleich und improvisieren ebenfalls während ihrer Livedarbietungen (zum Beispiel die deutsche Deep-Purple-Tribute-Band Demon’s Eye).
Der Bandname wird häufig vom Namen des musikalischen Vorbildes oder seinen Werken abgeleitet (z. B. Easy Daisy (AC/DC), Cheap Purple (Deep Purple), Adam's Brain (Bryan Adams) oder Roxanne
(The Police)), um leicht mit dem Original assoziiert zu werden. Manche Bands (zum Beispiel Deep Purple, Kiss und ABBA) haben sich öffentlich über einzelne der Tribute-Bands wohlwollend geäußert.

## Beispiele
- The Australian Pink Floyd Show (Tribute für Pink Floyd)
- The Beatles Connection (Tribute für The Beatles)
- Beatles Revival Band (Tribute für The Beatles)
- Demon’s Eye (Tribute für Deep Purple)
- Gary Mullen and The Works (Tribute für Queen)
- Johnny Cash Experience (Tribute für Johnny Cash)
- The Musical Box (Tribute für Genesis)
- Rämouns (Tribute für Ramones)
- Stahlzeit (Tribute für Rammstein)
- Still Collins (Tribute für Phil Collins und Genesis)
- Swede Sensation (Tribute für ABBA)
- Völkerball (Tribute für Rammstein)